# Palau Duodo
El Palau Duodo és un palau de Venècia, situat al barri de Santa Croce i amb vistes al Gran Canal, adjacent al Ca' Tron i a pocs passos de San Stae.

## Història

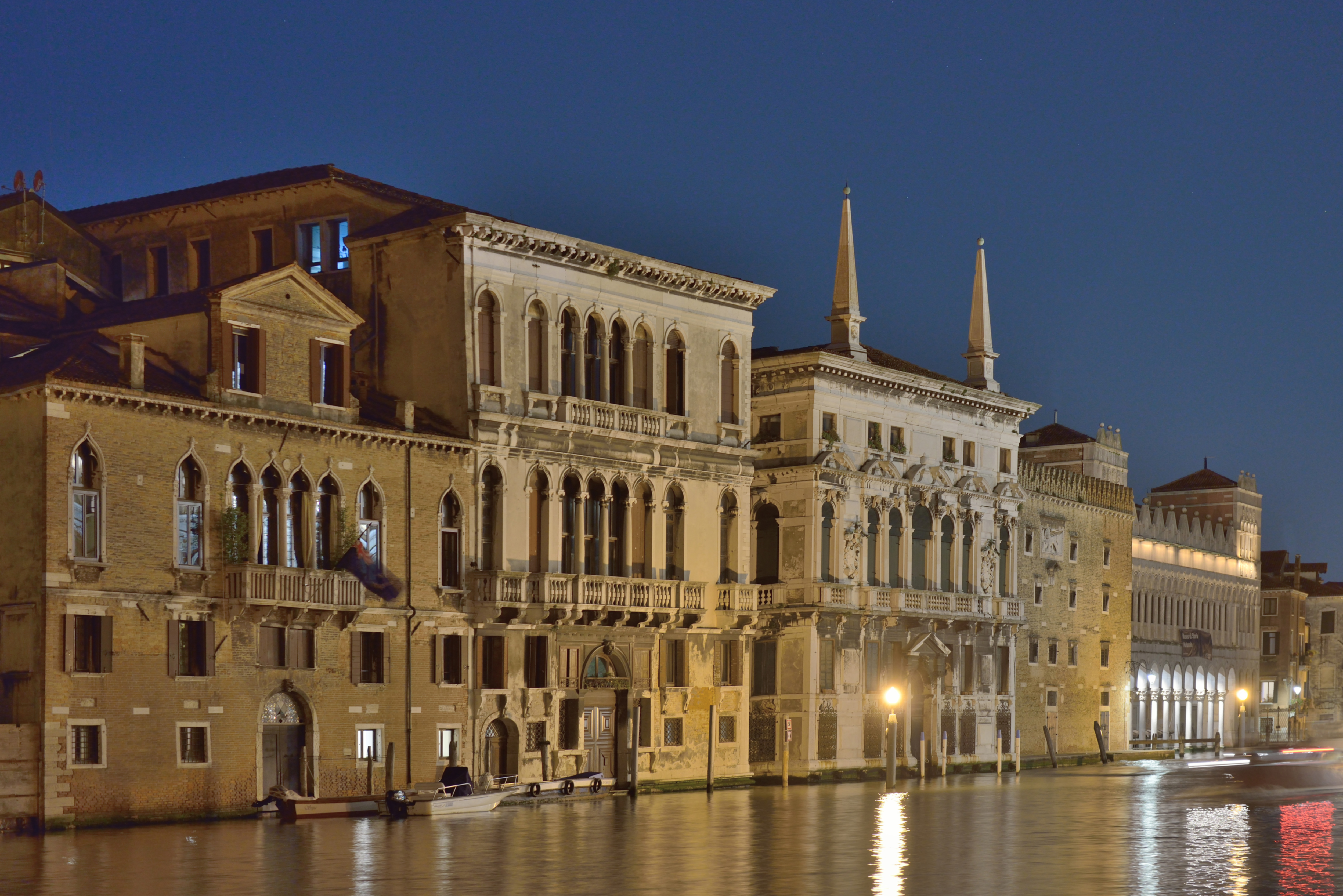
El Palau Duodo en primer pla, al costat del Ca'Tron i del Palau Belloni Battagia, al barri de Santa Croce, a la riba dreta del Gran Canal de Venècia.

El palau és una residència noble de fundació molt antiga, que data d'un període comprès entre finals del segle XIV i principis del segle XV. Al segle següent va ser remodelada, tot i mantenint les seves proporcions. El palau deu el seu nom als seus propietaris del segle XIX, membres de la família Duodo. Posteriorment, l'edifici va passar a la família Balbi Valier. Actualment, restaurat diverses vegades i en bon estat, encara és una residència privada.

## Arquitectura
La façana del palau destaca els dos nivells (amb entresol ) que conformen l'estructura d'estil gòtic venecià. Centralment, per sobre de la fina cornisa dentada de l'antiga estructura, un petit gablet elevat amb dues finestres monófores és segurament d'una època posterior. El patró d'obertura de l'única planta principal repeteix un patró estès a les façanes gòtiques de la ciutat lacunar, amb un parell de finestres monófores amb arcs apuntats als costats i una finestra quadrifora amb balustrada al centre. L'únic altre element gòtic és l'antic portal d'aigua.